# Боевик (Брянская область)
Боевик — поселок в Погарском районе Брянской области в составе Кистерского сельского поселения.

## География
Находится в южной части Брянской области на расстоянии приблизительно 23 км на юг-юго-запад по прямой от районного центра города Погар.

## История
Возник в начале XX века как хутор Ложица (Логи). С 1930-х годов работал колхоз «Красный боевик». На карте 1941 года отмечен как поселок Логи с 50 дворами.

## Население
Численность населения: 116 человек в 1979 году, 12 человек (русские 100 %) в 2002 году, 0 в 2010.